# 22 décembre 1988
Le 22 décembre 1988 est le 357e jour de l'année 1988 du calendrier grégorien. Il s'agit d'un jeudi.

## Événements

### Politique
- Élection présidentielle algérienne : réélection du président sortant et candidat unique Chadli Bendjedid.
- Le Premier ministre Yitzhak Shamir forme le 23e gouvernement israélien.
- Signature des accords de New York par les représentants de l'Angola, de l'Afrique du Sud et de Cuba, mettant un terme à l'implication cubaine et sud-africaine dans la guerre civile angolaise et accordant l'indépendance à la Namibie.

### Sport
- Helmut Höflehner remporte l'épreuve de descente de la Coupe du monde de ski alpin 1989.
- En football, l'Italie bat l'Écosse par 2 buts à 0 en match amical.

## Naissances
- Olivier Claessens, footballeur belge
- Matthew Cowdrey, nageur australien
- Leigh Halfpenny, rugbyman gallois
- David Lemieux, boxeur canadien
- Zdeněk Ondrášek, footballeur tchèque
- Martin Laumann Ylven, joueur de hockey sur glace

## Décès
- Chico Mendes, syndicaliste brésilien (44 ans)
- Maurice Montuclard, religieux français (84 ans)
- Vincent Sattler, footballeur français (19 ans)